# Hoplostethus metallicus
Hoplostethus metallicus är en fiskart som beskrevs av Fowler, 1938. Hoplostethus metallicus ingår i släktet Hoplostethus och familjen Trachichthyidae. IUCN kategoriserar arten globalt som otillräckligt studerad. Inga underarter finns listade i Catalogue of Life.